# Angelagrion fredericoi
Angelagrion fredericoi là loài chuồn chuồn trong họ Coenagrionidae. Loài này được Lencioni mô tả khoa học đầu tiên năm 2008.